# Мэтон, Уильям Джордж
Уильям Джордж Мэтон (англ. William George Maton; 31 января 1774, Солсбери, Уилтшир — 30 марта 1835, Лондон) — британский ботаник, врач, доктор медицинских наук.

## Биография
Уильям Джордж Мэтон родился в городе Солсбери (Англия) 31 января 1774 года. В июле 1790 года поступил в Королевский колледж в Оксфорде. 18 марта 1794 года Мэтон стал членом Лондонского Линнеевского общества. Умер 30 марта 1835 года.

## Научная деятельность
Мэтон специализировался на семенных растениях.

## Публикации
- A General View of the Writings of Linnæus.[2]